# 鬼馬智多星
《鬼馬智多星》（英語：All the Wrong Clues (...For The Right Solution)），是1981年上映的一部香港動作喜劇電影，以民初時期香港為背景，由新藝城出品，徐克執導，黃百鳴、司徒卓漢編劇，林子祥、泰迪羅賓、麥嘉等主演。故事講述黑幫教父卡邦欲謀奪上海大亨胡老頭的財產，但胡老頭其實也非善男信女，主角林子祥飾演的私家偵探阿喲捲入當中的陰謀，同時阿喲的舊識羅賓探長亦在調查卡邦，各方展開鬥智鬥力。
本片為1981年第18屆金馬獎獲獎及提名最多之電影，也被視為徐克首部在商業上取得成功的電影，對新藝城及1980年代香港喜劇電影的發展均有著重要影響。續作為1983年的《我愛夜來香》。

## 故事背景與劇情
故事以近似民初時期的香港作為背景（如衣著、物品、建築風格），有說為1930年代，有說以1940-50年代西洋文化包裝民初:166，但情節、人物言行上歷史感模糊，是虛構的過去、以香港為名的抽象城市:166。
故事講述探長羅賓（泰迪羅賓飾）獲得線報，懷疑即將出獄的黑幫教父卡邦（麥嘉飾）將計劃殺死讓他入獄的私家偵探阿喲（林子祥飾）。卡邦的情婦Mimi（陳琪琪飾）忽然來到阿喲的偵探社聲稱要與其私奔，引來卡邦旗下第一號殺手（曾志偉飾）的追殺。卡邦入獄期間被黑幫四大家族搶去不少地盤，但他出獄後表示要集中精力對付阿喲，主動與四大家族和解。
羅賓與阿喲是舊識，欲以拘留阿喲的名義保護他於警署中，但一名神秘的富裕女子（姚煒飾）前來保釋阿喲。原來女子的丈夫是從上海而來的大亨胡老頭（鄧寄塵飾）。卡邦得悉此事後擄走阿喲及胡妻，威逼阿喲助他謀奪胡老頭手上的巨額股票，遭到拒絕。阿喲脫險後回到胡家，卡邦已派Mimi接近胡老頭，胡老頭也誤會自己妻子與阿喲有奸情，驅逐兩人。阿喲逃走時巧遇一名年青女子（黃造時飾），其實她是胡老頭的女兒。羅賓探長認為阿喲處境非常危險，勸他離開香港，但阿喲不聽勸告。
胡老頭與Mimi再婚，隨即被她氣死，但死前透露已立遺囑由女兒繼承遺產，卡邦遂派人到處尋找胡女。另一方面卡邦邀四大家族開會重新劃分地盤，懷疑胡女已被綁架的羅賓探長前來搜查，並向四大家族揭穿了卡邦的劃分地盤計劃暗藏陰謀。及後卡邦收到胡妻來電，表示胡女在她手上，要求卡邦斥巨款贖人。此時只有阿喲查出胡老頭只是詐死，其真名叫閻四爺，此胡氏一家實為騙子集團，目的是騙取卡邦的贖金。阿喲向閻四爺提議合作，亦以同類方法引誘四大家族前往交易。卡邦與四大家族在阿喲的設局下互相駁火，羅賓探長帶人前來捉拿他們，阿喲趁亂取走他們準備的贖金，趕往與閻四爺一家會合，但被卡邦、羅賓探長等人所察覺，各方展開追逐。而等待阿喲的閻四爺實亦另有盤算。

## 角色
| 演員     | 角色         | 備註 |
| 林子祥   | 阿喲         | 私家偵探，在「夜來香波樓」（台球馆）內開設私家偵探社，擅於泡妞。 |
| 泰迪羅賓 | 羅賓探長     | 自詡「神探羅賓」，身材短小精幹，擅於射擊。阿喲識於微時的好友。自稱黃埔軍校畢業，以前是教音樂的。 曾教音樂是調侃演員泰迪羅賓的背景。 |
| 麥嘉     | 卡邦         | 黑幫教父。角色名字取自美國著名黑幫人物卡邦。 |
| 鄧寄塵   | 胡老頭       | 從上海帶了巨額股票到香港的富商，身患糖尿病及神經衰弱，需坐輪椅。實為過去的江湖大老千閻四爺，為人深藏不露。 其輪椅和假牙的設定疑為影射1980年電影《慾火焚琴》（指關海山飾演的老翁角色，同是嬌妻出軌）。                                                      |
| 姚煒     | 胡妻         | 胡老頭（閻四爺）之妻，協助他實行騙局。冶豔風格。 |
| 黃造時   | 胡女         | 聲稱是胡老頭（閻四爺）之女，實為其外甥女，協助他實行騙局。純情風格，惹人憐愛。 |
| 陳琪琪   | Mimi         | 特別客串。卡邦之情婦，按其指示親近胡老頭，騙取其財產。13點風格。 |
| 曹達華   | 華           | 屈於卡邦之下的黑幫四大家族老大之一，比卡邦年長，但被卡邦謔稱其為華仔（台山話口音）。以前曾當探長。 曾當探長是調侃演員曹達華過去的演藝經歷。 |
| 馮敬文   | 四大家族老大 | 屈於卡邦之下的黑幫四大家族老大之一，比卡邦年長。 |
| 李鵬飛   | 四大家族老大 | 屈於卡邦之下的黑幫四大家族老大之一，比卡邦年長。 |
| 吳殷志   | 四大家族老大 | 屈於卡邦之下的黑幫四大家族老大之一，比卡邦年長。 |
| 曾志偉   | 第一號殺手   | 特別客串。卡邦的部下，隨身帶著印有骷髏標誌和No.1的卡片，性格莽撞狂放。 此角有一幕從二、三樓跳下，乃曾志偉親自演出，沒使用替身演員及剪接技巧。 他把私家偵探社破壞一幕，及常模仿李小龍出招時的叫喊聲，被認為是戲仿李小龍於美國電影《醜聞喋血》中的客串演出。 |
| 胡大為   | 卡邦部下     | 卡邦的部下，常失言。 |
| 岑建勳   | 舞廳樂手     | 特別客串。舞廳的鋼琴演奏者，自彈自唱時代曲假正經，並在大混戰中繼續彈奏樂曲，包括林子祥歌曲狂歡的旋律。 |
| 麥國良   | 探員         | 羅賓探長的部下，身材高瘦。他在一開始誘騙非法賭檔開門時所說對白：「我地好多人介紹嚟嘅，但係絕對唔係阿蟲」（很多人介紹我們來的，但絕對不是阿蟲），乃是調侃當時一殺蟲劑廣告對白「阿蟲介紹我嚟架」（阿蟲介紹我來的）。                                         |
| 施介強   | 探員         | 羅賓探長的部下，身材肥胖，高度中等。 |
| 傅玉蘭   | 波樓美女     | 「波樓」的女職員。 |

## 構思與製作

### 構思
本片是導演徐克加盟新藝城後的首部作品，亦是他第一部喜劇作品，類型與風格與其前三作《第一類型危險》、《蝶變》、《地獄無門》截然不同。徐克表示自己的首三作是有滲入了學生時代對社會的不滿，但到了創作本片的時期，已感悟該種不滿使人煩惱，希望改以幽默角度看世界，本片是講「跟社會完全不協調的人所製造出來的笑話」:166。縱使有些影評人分析本片仍略有悲觀成份，但徐克很強調本片是完全樂觀，且並非（向現實）妥協:28-29，而且所有角色都盡量塑造得討喜可愛，包括大反派卡邦:28，不像以往故意刻意提升暴戾:26。徐克又承認本片純粹想娛樂觀眾，不希望觀眾從中感受到任何現實:29。
在本片之前，新藝城的創作班底（麥嘉、石天、黃百鳴等）亦一直有民初背景喜劇，例如模仿差利卓別靈的《滑稽時代》、《歡樂神仙窩》，均是低層人物的苦中作樂，相對這些前作，本片「靚人靚衫」，風格有很大革新。結合徐克在1998年及2001年的訪問中憶述，新藝城希望徐克拍美國卡邦式（偵探與黑幫鬥爭）的民初背景喜劇，徐克不想拍新藝城舊有的風格，提議找林子祥和泰迪羅賓演出，並建議以1940-50年代西洋文化重新包裝民初背景。而劇本是大家共同創作，經過「角力」後的產物。徐克當年稱與新藝城合作愉快，「認識一些很有誠意，很熱心搞電影的人」。:25
本片與新藝城另一重點電影《追女仔》（麥嘉執導、石天主演）同期攝製。

### 選角
本片演員陣容在當時被視為強勁。徐克屬意由當紅歌手演出主要角色，於是選擇了林子祥及泰迪羅賓。:99
飾演主角阿喲的林子祥當時為無綫電視旗下演員，他本請求無綫電視以外借形式讓他拍攝本片，但無綫電視當時亦缺乏男演員，予以拒絕，於是林子祥以需赴美國為藉口，向無綫告假兩個月，偷偷拍攝本片。後來無綫電視得悉後亦沒有計較。
徐克塑造羅賓探長一角時參考了美國偵探劇《哥倫布探長》及推理小說作家阿嘉莎·克莉絲蒂，他認為外型獨特、個人風格強烈的泰迪羅賓是此角不二人選，亦稱讚泰迪羅賓對喜劇節奏掌握得宜。泰迪羅賓當時是珠城電影公司的演員及幕後主創人員，獲珠城同意他離巢加盟新藝城。:99,188-189
本片與《追女仔》為晚年的鄧寄塵1980年代復出影圈的首兩部作品，他拍攝本片時對於有危險的鏡頭仍堅持親自演出，屢次受傷。要求嚴格、喜歡長時間連續拍攝的徐克，對他予以讚揚，徐克亦曾要鄧寄塵配合連續48小時的拍攝，因而表示歉意。
配角陳琪琪在1981年與霍震寰訂婚並決定婚後息影，本片是她最後的電影作品之一。

### 音樂
電影主題曲為主角林子祥作曲兼演唱的活色生香，由鄭國江作詞，初收錄於林子祥1982年的個人專輯《活色生香》，該專輯獲白金銷量。
另一主要演員泰迪羅賓則兼任配樂工作，他在片中全用上電子音樂，在當時屬於新穎做法。當中採用了時代曲的旋律重新編曲，作為對片中「夜來香」私家偵探社的點題（阿喲在「夜來香波樓」出場一幕的背景音樂）。泰迪羅賓稱本片是1980年代他比較滿意的配樂作品之一，導演徐克富有音樂感，「在配樂上給了很多精彩的input」，例如接近結尾時一場汽車追逐戲再次使用了作為背景音樂，便是徐克的建議，泰迪羅賓本來認為節奏及感覺跟該場戲的畫面完全不匹配，結果兩者相結合後卻收到意想不到的精彩效果。
由於林子祥和泰迪羅賓同為音樂人，策劃本片的黃百鳴有意促成兩人合作推出以本片為主題的唱片，雖然兩人皆樂意，但因各自所屬的唱片公司不同意，此計劃被擱置。

### 其他
取景地點方面，包括黃埔船塢。

## 公映與宣傳
本片在香港上映前，於1981年7月14日晚在無綫電視翡翠台播映了製作特輯。
香港上映：本片於1981年7月22日至8月11日在麗聲院線上映共21天，票房為港幣7,479,976元，是年華語片票房排名第三，不及排名第二的《追女仔》（940多萬元）。
臺灣上映：本片於1981年（民國七十年）下半年上映，由龍祥電影公司發行，票房約為臺幣1,600萬元。

## 迴響

### 評價
本片是較純粹的商業喜劇，並沒有主題或中心思想，沒有社會關懷或批判（徐克其他作品中有很多隱喻），從容風格亦有別於徐克其他作品多有的激烈火爆（或粵語中的「肉緊」）。雖然在商業上成功，但亦會令一些偏愛其原有風格的觀眾感到失望，影評人石琪稱當時有人視為投機媚俗之作。然而，主流影評中對於本片的喜劇手法、視覺技巧、節奏掌握等，亦有頗高評價，如石琪稱「比他的激情電影多了一份風采和幽默，從容地掌握了風格、節奏和情趣，是他講故事講得特別成功的一部」，還有音畫配合出色，眾角色尤其羅賓探長舉手投足都有音樂節拍感，並非撞火與盲動，他對片中笑料的趣妙亦最為讚譽；影評人李焯桃指為「從容幽默，流麗的節奏」，與石琪說法甚似:6；僑木認為視覺上色彩紛呈誇張而有品味，相較美術指導張叔平前作《愛殺》有進步，但層次有待更一步提高；尼爾更稱視覺上自成一格，「達到瑰麗瀟洒，而且賞心悅目」。美國電影學者David Bordwell指出（按翻譯）「徐克摒棄粵語喜劇慣用的平光」，「大膽運用漫畫似的飽和色彩，還搞出有趣的剪影效果」，「不無實驗意味」。外籍影評人John Charles亦指徐克具創意的視覺技巧提升了鬧劇。對於徐克的創意及技巧最為肯定的說法，是作家陳耀成認為「鬼馬智多星」一詞應該用在徐克自己身上。
本片有很多場面以卡通化與漫畫化手法處理。當時的影評人僑木認為當中漫畫化的人物、歡喜冤家關係、笑料，頗有麥嘉作品的影子，徐克之於本片如「技匠」多於「作者」。歷來多位影評人均以「無傷大雅」一詞形容本片純粹的喜劇元素:6。
對於本片的包裝，石琪於1981年的評論中認為在當時的港產片中有著與別不同的「貴格」，與1980年代香港工商業、消費品、樓宇的趨勢相同，其他影評人也指本片高格調、提升了港產喜劇的格調。
當時的影評人尼爾雖然也有所讚譽，但他亦有著與其他影評迥異的觀點。他注意到本片與徐克前三作的相似之處，徐克喜歡描寫一幫人為爭奪一些事物（諸如秘笈、名譽、地位）鬥智鬥力，一山還有一山高。美式警匪元素其實在《地獄無門》已有，反而比本片更流暢熱鬧。本片的笑料缺乏創新，在當時已屬常見（例如新年派對中的大混戰），且有堆砌之感。徐克未能純熟地兼顧人物關係上製造笑料、情節推進和動作場面。相對石琪的「喜劇靈感非常豐富，比很多同類西片過之而無不及」，他的看法完全相反。
場面方面，以下數幕較為突出，獲影評人所讚譽或分析：
- 開場時身材矮小的羅賓探長與高度各異的兩名部下，矮、中、高三人從黑暗中排列步出，由燈光形成三合一的影子移動。[12][13][33][16]
- 豔麗的姚煒於警署首次登場，引起探員騷動。[8][13][16]
- 陳琪琪、傅玉蘭、黃造時、姚煒四名美女同時在阿喲家中出現，令他忙於掩飾。[8][12][13]
- 阿喲為逃避黑幫，拆除醫院病房門牌。[13]
- 舞廳新年派對中的大混戰鬧劇。[8][13]
- 黑幫貨倉火併。[13]

當時的影評人健二曾專門撰文分析徐克作品中的人物出場手法。他提到三種慣用的手法：其一是先營造符合該片特色的氣氛，本片的例子是羅賓探長；其二是先以其他角色的對白交代，本片的例子是陳琪琪演的卡邦情婦（其實卡邦的出場亦屬此例），陳琪琪的出場被他譽為「香港新電影中最精彩的經驗之一」；其三是出人意表的突然出現，本片的例子是第一號殺手。姚煒飾演角色的出場雖刻意營造，但他認為不算成功，反不及陳琪琪出場「輕輕一筆的光茫」。黃造時飾演角色的出場，他認為是故作平淡、文藝性，但筆墨太重，反達不到預期效果，亦是失敗。主角阿喲的出場則甚為平淡。
演員演出方面，僑木認為本片演員多演回自己慣常形象，主演之中以泰迪羅賓最為傳神，林子祥較為失色。陳耀成則稱演員們均形象鮮明，當時林子祥和泰迪羅賓電影演出經驗不多，但亦演出生動，當屬徐克指導之功。John Charles亦稱讚演員們整體表現，他尤其稱讚曾志偉模仿李小龍，但石琪認為曾志偉的演出誇張過火，不及其他演出；他認為表現最突出的是泰迪羅賓和姚煒。
影評人何思穎認為本片面對歷史的模糊取態，反映了當年觀眾的心態（指開始面臨香港前途問題）。而徐克在1981年訪問中表明不想觀眾從中感受到任何現實（見上）。

### 影響
本片在商業上的成功，令徐克在主流市場站穩腳步，成為票房與質量兼備的保證:3、影圈紅人。有說本片的成功使另一電影公司嘉禾願意斥巨資投資於徐克其後的經典之作《新蜀山劍俠》（1983年），但按徐克在1998年的訪問中憶述，他是一面替新藝城開戲一面籌備《新蜀山劍俠》，同一訪問整理中又註引劉大木所言，是《鬼馬智多星》賣座後徐克才向嘉禾建議拍蜀山:155。
本片的成功啟發了新藝城以至香港影圈其後一系列都市喜劇風潮（如《最佳拍檔》系列），李焯桃稱為「使摩登豪華的流線型喜劇蔚為成風」。從歷史取態角度分析的何穎思，認為同以民初香港為背景的成龍電影《A計劃》（1982年）亦屬本片的跟風之作。
本片除了使新藝城在香港市場大受歡迎，在臺灣市場亦獲得很高口碑，使新藝城在1980年代臺灣市場的影響力超越邵氏兄弟，與嘉禾並駕齊驅。

### 獎項及提名
本片為1981年第18屆金馬獎獲獎及提名最多之電影。其中憑本片獲得相關專業獎項的攝影師黃仲標、剪接師周國忠，後來分別成為香港專業電影攝影師學會（HKSC）、香港電影剪輯協會（HKSE）的創會會長，兩會均為香港電影工作者總會中代表有關專業範疇的屬會。
| 年份 | 頒獎典禮            | 獎項         | 提名名單         | 結果 | 官方評語（節錄）                      |
| ---- | ------------------- | ------------ | ---------------- | ---- | ------------------------------------- |
| 1981 | 第18屆金馬獎        | 最佳劇情片   | 夜來香           | 提名 |                                       |
| 1981 | 第18屆金馬獎        | 最佳導演     | 徐克             | 獲獎 | 純熟高超的技巧和富諷刺意味的題材。:86 |
| 1981 | 第18屆金馬獎        | 最佳原著劇本 | 黃百鳴、司徒卓漢 | 提名 |                                       |
| 1981 | 第18屆金馬獎        | 最佳攝影     | 黃仲標           | 獲獎 | 熟練的攝影技巧。:86                   |
| 1981 | 第18屆金馬獎        | 最佳剪輯     | 周國忠           | 獲獎 | 流暢而快節奏的剪輯，強烈的映像感。:86 |
| 1981 | 第18屆金馬獎        | 最佳美術設計 | 張叔平           | 提名 |                                       |
| 1982 | 第1屆香港電影金像獎 | 十大華語片   | 鬼馬智多星       | 獲獎 |                                       |

## 註腳
1. 1 2 3  另按康樂及文化事務署之「香港電影檢索」網上資料庫。
2. ↑  大部分配角在片中都沒交代名字，官方亦未有公布角色名稱（如片尾演員列表），因此此欄多屬非官方的身份描述。
3. 1 2 3  片中沒交代名字。
4. ↑  配樂中亦採用了此歌多種不同風格的純音樂版本。